# 오시모

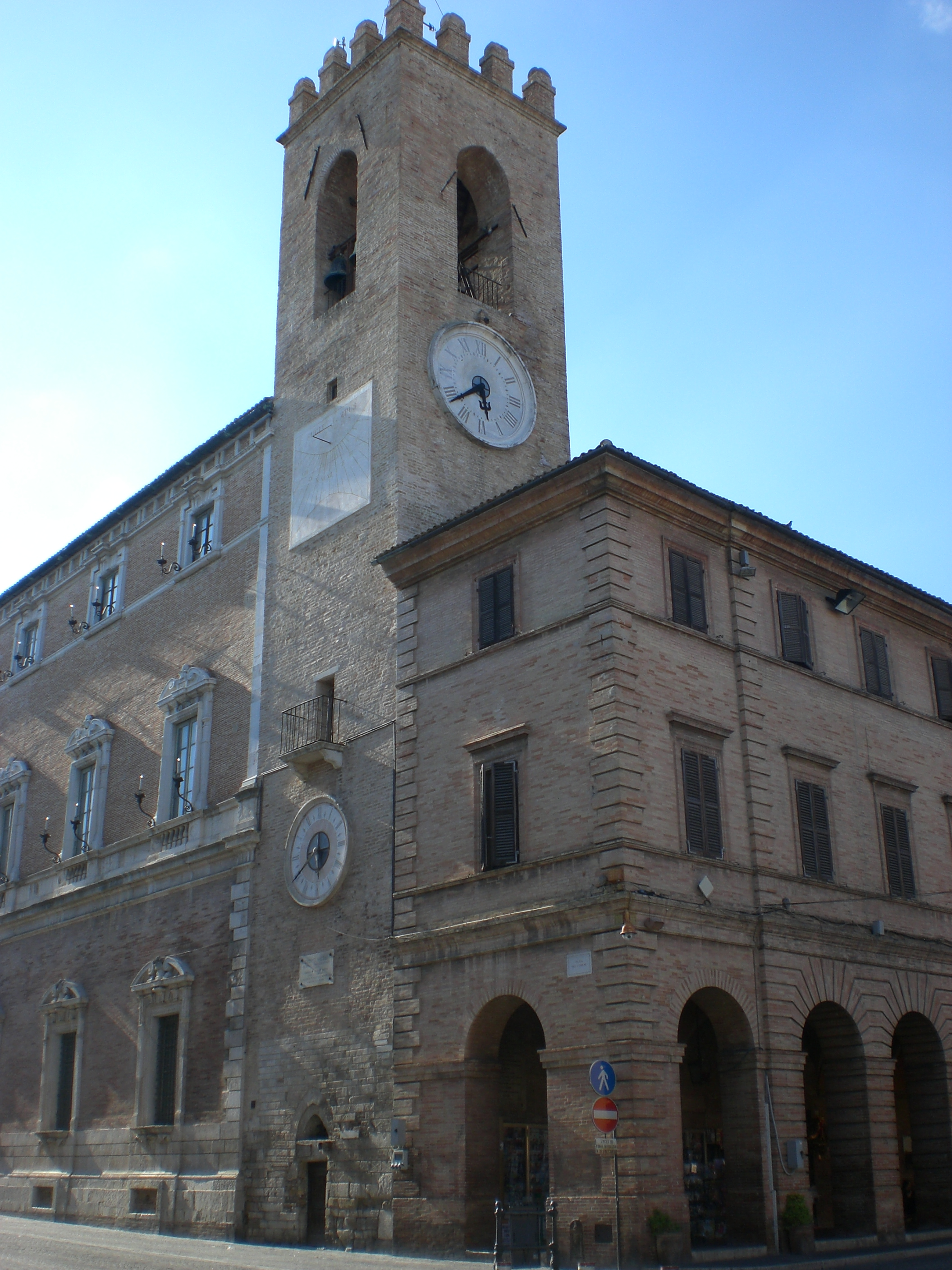

오시모(Osimo)는 이탈리아 마르케주 안코나도의 도시이자 코무네이다. 이 자치체는 항구 도시인 안코나와 아드리아해에서 남쪽으로 약 15km(9.3마일) 떨어진 구릉 지역을 차지하고 있다.

## 명소
오시모는 고대 도시 성벽(기원전 2세기)의 일부를 보존하고 있다. 마을 아래에는 난해한 얕은 부조가 있는 일련의 터널이 있다. 시청에는 고대 포럼 부지에서 발견된 여러 조각상이 있다. 오늘날 일부가 남아 있는 새로운 성(1489)은 바치오 폰텔리(Baccio Pontelli)에 의해 건설되었다.
- 오시모 성당
- 산니콜로 교회

## 같이 보기
- 오시모 조약